# 도고중학교
도고중학교(道高中學校)는 대한민국 충청남도 아산시 도고면 시전리에 있는 공립 중학교이다.

## 학교 연혁
- 1971년 12월 30일 : 교실(7) 부속건물(3) 낙성식
- 1972년 3월 1일 : 학교 설립 인가 (9학급)
- 1972년 3월 10일 : 개교 및 입학식(3학급 155명)
- 2007년 11월 12일 : 교사(校舍) 증.개축 준공식
- 2022년 9월 1일 : 제24대 김재일 교장 부임
- 2025년 1월 6일 : 제 51회 13명(총 졸업생수 4,642명) 졸업
- 2025년 3월 4일 : 제 54회 10명 입학

## 참고 자료
- 도고중학교 - 한국교육학술정보원 학교알리미